# Baltiyskiy
Die Fluss-Seeschiffe der Serie Baltiyskiy sind fluss- und kanalgängige Küstenmotorschiffe.

## Geschichte
Hergestellt wurde die Serie ab 1962 bis in die zweite Hälfte der 1980er Jahre. Der Hauptteil der Serie wurde von der Werft Krasnoye Sormovo in Gorki erstellt, die von 1962 bis 1967 mindestens 65 Schiffe des Typs baute. Eine zweite, mindestens zehn Einheiten umfassende Serie eines weiterentwickelten Typs, lieferte die finnische Werft Oy Laivateollisus AB in Turku ab. Mit weit über 70 gebauten Einheiten zählt der Typ zu den erfolgreichsten Entwürfen dieser Art. Die Verteilung der Schiffe erfolgte auf die folgenden vier Reedereien: Western River Shipping Company in Kaliningrad, die White Sea & Onega River Shipping Company und die North-Western River Shipping Company in St. Petersburg sowie die Amur River Shipping Company in Nikolajewsk am Amur.
Die einzelnen Schiffe unterscheiden sich, je nach Variante, durch kleinere Unterschiede in der Schiffsgröße, die Ausrüstung mit verschiedenen Motorenbaumustern und anderen Besonderheiten, mit denen sie auf den jeweiligen Einsatz abgestimmt wurden. Die Namensgebung war schlicht; alle Schiffe erhielten den Namen Baltiyskiy, gefolgt von einer Zahl.
Eingesetzt werden die Schiffe vorwiegend auf kombinierten Binnen- und Küstendiensten der kleinen Fahrt. In Nordeuropa wurden die Baltiyskiy meist im Ostseeraum genutzt, teilweise aber auch bis in die Nordseehäfen. Die Nutzung wurde dabei durch die Limitierung auf Fahrten bei geringeren Windstärken und bestimmten Höchstabständen zur Küste eingeschränkt. Das führte insbesondere in den 1970er bis 1990er Jahren in einigen Nordseeflussmündungen bei entsprechenden Schlechtwetterlagen zu häufig auch größeren Flotten von Windliegern dieses Typs.

## Technik
Angetrieben werden die Schiffe der Baureihe von zwei 4-Takt-Dieselmotoren. In der Serie wurden verschiedene Motorbaumuster des Herstellers VEB Schwermaschinenbau „Karl Liebknecht“ verbaut. Die frühen Schiffe der Krasnoye Sormovo-Werft wurden mit je zwei Exemplaren des SKL-Typs 6NVD48A-2U mit zusammen 971 kW bestückt, spätere Exemplare erhielten je zwei leistungsgesteigerte SKL-Motoren des gleichen Typs, die 1280 kW leisteten.
Die Rümpfe wurden in Sektionsbauweise zusammengefügt. Die Schiffe besitzen weit achtern angeordnete feste Aufbauten ohne Hubbrücke. Die Schiffe verfügen über drei Laderäume mit 3467 m3 Ballenrauminhalt und drei Luken. Die Schiffe wurden ohne Ladegeschirr abgeliefert.